# Björn Leukemans
Björn Leukemans (født 1. juli 1977) er en belgisk tidligere professionel cykelrytter, som cyklede for det professionelle cykelhold Predictor-Lotto, men blev fyret efter at han blev testet positivt for testosteron. 24. januar 2008 fik han en toårig karantæne fra cykelsporten. Leukemans har anket dommen.